# Yū Miyazaki
Yū Miyazaki (Kanagawa, 7 oktober 1991) is een Japanse stemacteur. Miyazaki behoort tot het Tokyo Actors' Co-operative.

## Carrière
In 2014 werd Miyazaki de 46e student van de Haikyo Voice Actors Studio en in 2015 sloot hij zich aan bij de Tokyo Actors' Co-operative. Zijn rol als Kiel in de anime 100 Sleeping Princes and the Kingdom of Dreams was zijn eerste reguliere optreden als stemacteur.

## Filmografie

### Anime
| Jaar    | Titel                                                                      | Rol                                 |
| ------- | -------------------------------------------------------------------------- | ----------------------------------- |
| 2016    | Matoi the Sacred Slayer                                                    | Correspondent                       |
| 2017    | Little Witch Academia                                                      | Lewis                               |
| 2017    | Tsukipro the Animation                                                     | Redacteur, interviewer, presentator |
| 2018    | School Babysitters                                                         | Ebisawa, leraar, student            |
| 2018    | The Ancient Magus' Bride                                                   | Stroper                             |
| 2018    | Idolish7                                                                   | Omroeper                            |
| 2018    | Food Wars!: Shokugeki no Soma                                              | Mannelijke student A                |
| 2018    | Last Hope                                                                  | Soldaat                             |
| 2018    | Gundam Build Divers                                                        | Duikers, Zen                        |
| 2018    | 100 Sleeping Princes and the Kingdom of Dreams                             | Kiel                                |
| 2018    | Free!                                                                      | Koutaro Terashima                   |
| 2018    | Seven Senses of the Reunion                                                | Gildelid                            |
| 2018    | Pikachin Kit                                                               | Man A                               |
| 2018    | SSSS.Gridman                                                               | Rapids                              |
| 2018    | Dakaichi                                                                   | Buitenlander B                      |
| 2018    | Kaiju Girls                                                                | Scouter                             |
| 2018-19 | Tsurune                                                                    | Daigo Sase                          |
| 2018-21 | Uma Musume Pretty Derby                                                    | Barman, meester                     |
| 2019    | Butt Detective                                                             | Mole Man                            |
| 2019    | Star Twinkle PreCure                                                       | Verschillende rollen                |
| 2019    | We Never Learn                                                             | Mannelijke leerling D               |
| 2019    | Wasteful Days of High School Girls                                         | Verschillende rollen                |
| 2019    | How Heavy Are the Dumbbells You Lift?                                      | Vreemdeling                         |
| 2019    | Given                                                                      | Bandlid A                           |
| 2019    | The Demon Girl Next Door                                                   | Bezorger                            |
| 2019    | A Certain Scientific Accelerator                                           | Mannelijke middelbare scholier      |
| 2019    | Ensemble Stars!                                                            | Spelconsole audio                   |
| 2019    | Stars Align                                                                | Masami Otomo                        |
| 2019    | Star Twinkle Pretty Cure the Movie: These Feeling within The Song of Stars | Space Hunter                        |
| 2019    | Kengan Ashura                                                              | Publiek A                           |
| 2019    | The Disastrous Life of Saiki K.                                            | Mannelijke student A                |
| 2019-20 | Fire Force                                                                 | Voorzitter, Seiyang Moslims         |
| 2019-20 | Ahiru no Sora                                                              | Verschillende rollen                |
| 2020    | Dorohedoro                                                                 | Verschillende rollen                |
| 2020    | Haikyu!!                                                                   | Yukio Dayagami, Shu Shiromine       |
| 2020    | White Cat Project                                                          | Soldaten                            |
| 2020    | Mr Love: Queen's Choice                                                    | Schooljongen                        |
| 2020    | A3!                                                                        | Passagier                           |
| 2020    | Ghost in the Shell: SAC_2045                                               | Gezichtsverlies                     |
| 2020    | Gundam Build Divers Re:Rise                                                | Vierpotige metalen pot of ketel     |
| 2021    | Hori-san to Miyamura-kun                                                   | Schooljongen                        |
| 2021    | 2.43: Seiin High School Boys Volleyball Team                               | Schooljongen                        |
| 2021    | Higurashi When They Cry                                                    | Self Defense Force lid              |
| 2021    | The Saint's Magic Power Is Omnipotent                                      | Verschillende rollen                |
| 2021    | Don't Toy with Me, Miss Nagatoro                                           | Jeugd                               |
| 2021    | Mazica Party                                                               | Clausena lansium                    |
| 2021    | Cardfight!! Vanguard: overDress                                            | Teamgenoot                          |
| 2021    | I'm Standing on a Million Lives                                            | Verschillende rollen                |
| 2021    | How a Realist Hero Rebuilt the Kingdom                                     | Verboden soldaten                   |
| 2021    | Miss Kobayashi's Dragon Maid                                               | Delinquente jongen                  |
| 2021    | Taisho Otome Fairy Tale                                                    | Leerling                            |
| 2021    | Mobile Suit Gundam: Hathaway's Flash                                       | Cibet Anhaan                        |
| 2021    | Star Wars: Visions                                                         | Tsubaki                             |
| 2022    | The Heike Story                                                            | Verschillende rollen                |
| 2022    | Aoashi                                                                     | Narikyo spelers                     |
| 2022    | The Prince of Tennis                                                       | Milky Millman                       |
| 2022    | I'm the Villainess, So I'm Taming the Final Boss                           | Quartz                              |
| 2022    | Kakegurui – Compulsive Gambler                                             | Yasushi Ochi                        |

### Computerspellen
Japanse versies
| Jaar | Titel                                          | Rol         |
| ---- | ---------------------------------------------- | ----------- |
| 2017 | Quiz RPG: The World of Mystic Wiz              | N/A         |
| 2019 | 100 Sleeping Princes and the Kingdom of Dreams | N/A         |
| 2020 | Life Is Strange 2                              | Jacob       |
| 2021 | Seven Knights                                  | Onderzoeker |
| 2021 | League of Legends                              | Jace        |
| 2022 | Genjuu Keiyaku Cryptract                       | Cassiel     |

### Japanse nasynchronisatie
| Jaar | Titel                            | Rol             |
| ---- | -------------------------------- | --------------- |
| 2015 | Mr. Robot                        | Bart            |
| 2018 | Robin Hood                       | Clayton         |
| 2019 | Dolly Parton's Heartstrings      | N/A             |
| 2019 | 100 Days My Prince               | Lee Yul         |
| 2020 | Stargirl                         | Benny           |
| 2020 | The Book of Henry                | Gary            |
| 2020 | The Gangster, the Cop, the Devil | Moordenaar      |
| 2020 | Itaewon Class                    | Lee Ho Jin      |
| 2020 | Diary of a Future President      | Liam            |
| 2020 | Sweet Magnolias                  | Tyler Townsend  |
| 2020 | Grand Army                       | Cid             |
| 2020 | Cobra Kai                        | Robie Keane     |
| 2020 | Locke & Key                      | Tsjaad          |
| 2021 | Free Guy                         | N/A             |
| 2021 | The Gentlemen                    | Chris Evangelo  |
| 2021 | He's All That                    | Cameron Kweller |
| 2021 | Viy 2: Journey to China          | N/A             |
| 2021 | Start-Up                         | Nam Dosan       |
| 2021 | Vincenzo                         | Ho              |
| 2021 | Squid Game                       | N/A             |
| 2022 | Morbius                          | N/A             |
| 2022 | All of Us Are Dead               | Oh Joon Young   |
| 2022 | Twenty-Five Twenty-One           | Baek I-jin      |
| ?    | The Runaways                     | Max             |